# 九节肖叶甲属
九节肖叶甲属（学名：Enneaoria）为金花虫科的一个属。

## 下属物种
本属包括以下物种：
- 云南九节肖叶甲 Enneaoria yunnanensis Tan,1981